# 가에타노 베라르디
가에타노 베라르디(이탈리아어: Gaetano Berardi, 1988년 8월 21일, 스위스 소렌고 ~)는 스위스의 축구 선수이며 현재 스위스 챌린지리그의 AC 벨린초나에서 뛰고 있다.